# 尚卿镇
尚卿镇（臺羅：tsīunn-khinn-hiunn），是中华人民共和国福建省泉州市安溪县下辖的一个乡镇级行政单位。
2025年1月12日，尚卿乡改尚卿镇。

## 行政区划
尚卿镇下辖以下地区：
科洋村、科山村、科名村、黄岭村、青洋村、银坑村、中山村、中兴村、后福村、圆德村、灶坑村、灶美村、翰苑村、翰卿村、新楼村、尤俊村、福林村和徐州村。